# 阿特罗波斯

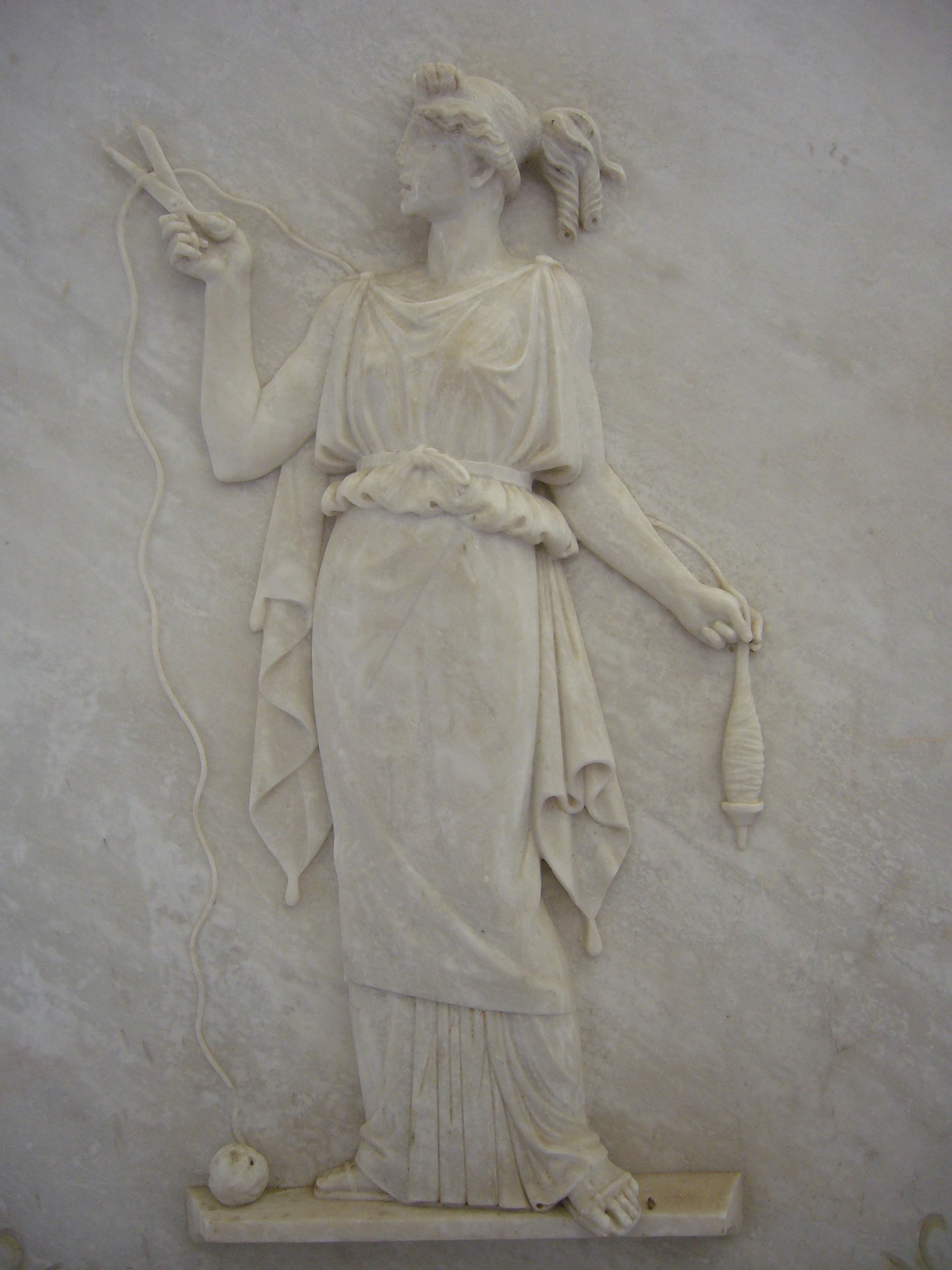
爱琴海中某个小岛上的东正教教堂墓碑浮雕：正在剪斷命運之線的阿特罗波斯

阿特罗波斯（古希臘語：Ἄτροπος、Atropos，字面意思是“必然的，不可避免的”）希臘神話中的三位命運女神中的最年幼者。她在羅馬神话中的對應者為摩耳塔（Morta，意为“死亡”）。
关于阿特罗波斯的出身，有多种说法。赫西俄德在《神谱》的前半部分说命運三女神是夜神倪克斯的女兒，但在同書的後半部分又说她们是宙斯与忒彌斯所生。柏拉图则认为她们的母亲是阿南刻。
作为命运女神之一，阿特罗波斯的职责是將生命之线剪斷（生命之线是由三女神中最年长者克洛托紡織的，而由排行第二的拉刻西斯决定其长度）。她使人类的生命终结，并選擇死者的死亡方式。阿特罗波斯是三女神中最矮小也最苗条的一个，她常常被描述成一位拿著大剪刀的老婦人。

## 其他
- 顛茄屬的属名（Atropa）来自阿特罗波斯，並由此衍生出生物鹼阿托品（Atropine）的名字。
- 骷髏天蛾的双名法學名（Acherontia atropos）也用到了阿特罗波斯的名字。